# Белградская автобусная станция
Белгра́дская авто́бусная ста́нция (серб. Београдска аутобуска станица) — был крупнейшим пассажирским автовокзалом в Сербии, включавшим автобусный парк и два автобусных терминала. Был расположен в общине Савски-Венац округа Белград.
Официальной датой основания вокзала является 3 марта 1966 года, он возводился в течение нескольких лет для нужд крупной автобусной компании «Ласта», которая на тот момент осуществляла перевозки не только по территории Югославии, но и в некоторые другие страны Юго-Восточной Европы. Были построены само вокзальное здание, 40 перронов для посадки и высадки пассажиров, подъезды к перронам, 40 билетных касс, устроены колл-центр, пункт общественного питания, 100 парковочных мест для автобусов, две автомойки, заправочная станция.
Белградская автобусная станция предоставляла транспортные услуги, занималась перевозкой пассажиров по междугородним и международным линиям: имела маршруты во все основные города Сербии, охватывала все бывшие югославские республики и 17 ближайших европейских стран, в том числе Германию, Австрию, Францию, Нидерланды, Бельгию, Швейцарию, Болгарию, Грецию, Италию, Венгрию, Чехию, Данию, Швецию и др. Выполняла специальные заказы клиентов, как то туристические поездки с экскурсиями, организацию обзорных туров, доставку спортивных команд на соревнования, транспортировку сотрудников коммерческих компаний на деловые встречи и семинары.
Чтобы воспользоваться услугами автовокзала, клиенты должны были приобретать билеты и бумажные купоны в расположенных здесь же билетных кассах, они впоследствии предъявлялись контролёру при посадке на автобус. Из-за частых случаев воровства и мошенничества территория вокзала была полностью огорожена забором — внутрь допускались только клиенты с билетами, тогда как провожающие должны были оставаться за пределами ограждения. В связи с этим в билетной кассе помимо собственно билета с купоном каждый пассажир получал дополнительно металлический монетовидный жетон, который необходимо было опустить в расположенный на входе монетоприёмник.
Ежедневно около 700 автобусов БАС перевозили более 10 тысяч пассажиров.
29 сентября 2024 года, через 50 минут после полуночи, последний автобус с этой станции отправился в Любляну , после чего автовокзал был закрыт. Новая станция была открыта в Новом Белграде. 